# Lindenberginsel
Die Lindenberginsel (auch Lindenbergzuckerhut, englisch Lindenberg Island, spanisch isla Lindenberg) ist eine unbewohnte Insel östlich der Antarktischen Halbinsel im Weddellmeer. Die Gestalt der fast kreisrunden Insel ähnelt der eines Zuckerhuts.
Die Lindenberginsel liegt vor der Nordenskjöld-Küste der Antarktischen Halbinsel etwa 56 km östlich von Kap Fairweather und 17,5 km nördlich der Robertson-Insel. Sie markierte bis zu dessen Auflösung im Januar 1995 den Rand des Larsen-A-Schelfeises. Die Lindenberginsel ist vulkanischen Ursprungs und möglicherweise noch vulkanisch aktiv.
Der norwegische Walfänger Carl Anton Larsen entdeckte die Insel im Dezember 1893 und nannte sie Lindenbergs Zuckerhut nach Carl Lindenberg (1847–1921), einem Mitinhaber der Hamburger Firma Woltereck & Robertson, die Larsens Reise finanzierte. Er verließ sein Schiff und erforschte das Schelfeis auf Skiern. Es war der erste Einsatz von Skiern in der Geschichte der Antarktis. Die schwedische Antarktisexpedition unter Leitung von Otto Nordenskjöld und mit Larsen als Kapitän des Expeditionsschiffs Antarctic nahm im Oktober 1902 geologische Untersuchungen der Lindenberginsel und der benachbarten Robbeninseln vor.